# CDK15
CDK15 (англ. Cyclin dependent kinase 15) – білок, який кодується однойменним геном, розташованим у людей на 2-й хромосомі. Довжина поліпептидного ланцюга білка становить 435 амінокислот, а молекулярна маса — 49 023.
| 10         |  | 20         |  | 30         |  | 40         |  | 50         |
| ---------- |  | ---------- |  | ---------- |  | ---------- |  | ---------- |
| MGQELCAKTV |  | QPGCSCYHCS |  | EGGEAHSCRR |  | SQPETTEAAF |  | KLTDLKEASC |
| SMTSFHPRGL |  | QAARAQKFKS |  | KRPRSNSDCF |  | QEEDLRQGFQ |  | WRKSLPFGAA |
| SSYLNLEKLG |  | EGSYATVYKG |  | ISRINGQLVA |  | LKVISMNAEE |  | GVPFTAIREA |
| SLLKGLKHAN |  | IVLLHDIIHT |  | KETLTFVFEY |  | MHTDLAQYMS |  | QHPGGLHPHN |
| VRLFMFQLLR |  | GLAYIHHQHV |  | LHRDLKPQNL |  | LISHLGELKL |  | ADFGLARAKS |
| IPSQTYSSEV |  | VTLWYRPPDA |  | LLGATEYSSE |  | LDIWGAGCIF |  | IEMFQGQPLF |
| PGVSNILEQL |  | EKIWEVLGVP |  | TEDTWPGVSK |  | LPNYNPEWFP |  | LPTPRSLHVV |
| WNRLGRVPEA |  | EDLASQMLKG |  | FPRDRVSAQE |  | ALVHDYFSAL |  | PSQLYQLPDE |
| ESLFTVSGVR |  | LKPEMCDLLA |  | SYQKGHHPAQ |  | FSKCW      |  |            |

A: Аланін

C: Цистеїн

D: Аспарагінова кислота

E: Глутамінова кислота

F: Фенілаланін

G: Гліцин

H: Гістидин

I: Ізолейцин

K: Лізин

L: Лейцин

M: Метіонін

N: Аспарагін

P: Пролін

Q: Глутамін

R: Аргінін

S: Серин

T: Треонін

V: Валін

W: Триптофан

Кодований геном білок за функціями належить до трансфераз, кіназ, серин/треонінових протеїнкіназ. 
Задіяний у такому біологічному процесі, як альтернативний сплайсинг. 
Білок має сайт для зв'язування з АТФ, нуклеотидами, іонами металів, іоном магнію. 